# Donationware
Los programas donationware son programas completamente funcionales, cuya licencia sugiere a cualquiera que los utilice que haga una donación al autor, para sufragar los gastos de desarrollo del programa, o a alguna organización.
Como la donación suele ser opcional se pueden considerar como una variante del freeware.
- Datos: Q10267